# Iquira
Iquira – miasto w Kolumbii, w departamencie Huila.